# Saninskaja
Saninskaja (in russo Санинская?) è un centro abitato dell'Oblast' di Vologda, situato nel Babaevskij rajon. La popolazione era di 356 abitanti al 2002.

## Geografia
Si trova a 26.5 km da Babaevo. Dedovec è la area rurale più vicina.